# All Visible Objects
All Visible Objects è il diciassettesimo album in studio del musicista statunitense Moby, pubblicato il 15 maggio 2020.

## Tracce[1]
1. Morningside (feat. Apollo Jane) – 5:31
2. My Only love (feat. Mindy Jones) (Roxy Music cover) – 5:44 (Bryan Ferry)
3. Refuge – 5:44 (Linton Kwesi Johnson, Moby)
4. One Last Time (feat. Apollo Jane) – 5:33
5. Power Is Taken (feat. D.H. Peligro) – 5:47
6. Rise Up In Love (feat. Apollo Jane) – 5:47
7. Forever – 5:17
8. Too Much Change (feat. Apollo Jane) – 9:46
9. Separation – 6:41
10. Tecie (feat. Apollo Jane) – 7:32
11. All Visible Objects – 9:11

Durata totale: 72:33